# Alan Lightman
Pour les articles homonymes, voir Lightman.
Alan Lightman est un physicien, un romancier et un essayiste né le 28 novembre 1948 à Memphis au Tennessee.

## Biographie
Il obtient un Bachelor of Arts en physique avec la mention magna cum laude à l'université de Princeton en 1970, où il appartient à la société Phi Beta Kappa. Il soutient son Ph.D. en physique à Caltech en 1974.
Maintenant, il enseigne au Massachusetts Institute of Technology.

## Œuvre sélective
- A Modern Day Yankee in a Connecticut Court, 1986
- Origins,
- Ancient Light,
- Time for the Stars,
- Great Ideas in Physics,
- Quand Einstein rêvait, 1993
- Good Benito, 1994
- Pas de deux essais sur la science
- The Diagnosis, 2002, à propos du besoin moderne et insatiable de vitesse.
- Reunion,
- A Sense of the Mysterious, 2005

Ses livres de fiction, ses essais et ses articles académiques ont paru dans les périodiques et les revues scientifiques des États-Unis.